# Rim Tim Tagi Dim
"Rim Tim Tagi Dim" er en sang skrevet og fremført af den kroatiske musiker Marko Purišić, bedre kendt som Baby Lasagna. Den blev udgivet den 12. januar 2024 gennem Virgin Music Group som den tredje single fra Baby Lasagnas kommende debut-soloalbum, Demons and Mosquitoes.

## Hitlister
| Hitlister (2024)     | Top position |
| -------------------- | ------------ |
| Kroatien (Billboard) | 2            |
| Kroatien (HR Top 40) | 1            |
| Litauen (AGATA)      | 24           |